# 評決
『評決』（ひょうけつ、原題: The Verdict）は、1982年製作のアメリカ映画。シドニー・ルメット監督作品。医療過誤訴訟を主題とした法廷もの。初老の弁護士を演じたポール・ニューマンの演技が高く評価されている。

## 概要
1980年に発表されたバリー・リードの同名のベストセラー小説が原作である。リードはボストンを拠点にした著名な弁護士であり、小説は自らが実際に見聞した医療過誤訴訟をモチーフにしたものであった。
映画は当初、アーサー・ヒラー監督、ロバート・レッドフォード主演を予定していた。しかしヒラーが創作上の意見不一致を理由に降板し、レッドフォードもイメージに合わないアルコール依存症の人物を演じることに難色を示したため、企画は頓挫した。脚本もスタッフを満足させるものがなかなか完成せず、途中で何回も書き直されることになった。最終的に、監督にはシドニー・ルメットが、主演には、レッドフォードとジョージ・ロイ・ヒル監督の下で2度共演したことのあるポール・ニューマンが起用されて撮影が開始された。監督に決定したルメットが選んだ脚本は、皮肉にも最初に没になったデヴィッド・マメットのものだった。
映画は1982年12月8日に全米で公開され、興行的にも批評的にも成功を収めた。本作でニューマンが見せた演技は、彼の最高のパフォーマンスの一つだとして批評家たちから広く賞賛を集めた。ニューマンは映画中の自らの役柄について、「自分の長いキャリアの中で初めてポール・ニューマン以外の人物を演じた」ものだと述べた。同年度のアカデミー賞で作品賞を含む5部門にノミネートされたが、『ガンジー』相手に苦戦し、受賞には至らなかった。
カトリック教会が設立した病院で起きた医療過誤を扱ったため、映画が教会関係者や医療関係者に対する攻撃になっているという指摘もなされた。ニューマンは、作品のテーマは一人の人間の贖罪であると述べて、それらの指摘に反論した。

## ストーリー
仕事が見つからないアルコール依存症の弁護士フランク・ギャルヴィン。彼は今日も新聞の死亡欄を確認して見ず知らずの人物の葬式会場に出かけ、「困ったことがあったら力になります」と悲しみに暮れる遺族に名刺を渡して回るという惨めな営業活動を続けていた。しかし、中にはそれに怒り出す人々もいた。「人の不幸に付込んで何の真似だ」と。すっかり自己嫌悪に陥ったギャルヴィンは、ひたすら酒を煽って気を紛らす。ある夜、ギャルヴィンは行きつけの酒場で謎めいた雰囲気を持ったローラという美女と知り合い、深い関係に陥る。
そんな姿を見かねた先輩弁護士ミッキーが、簡単に済みそうな訴訟を世話してくれることになった。出産のために入院した主婦が麻酔時のミスにより植物状態に陥ったという事件だった。事を穏便に済ませたい病院側が示談に応じるのは見え見えだった。また実際に、背後にカトリック教会を控える病院側の大手弁護士事務所は多額の和解金を提示して、示談に応じるよう申し入れてきた。権威におもねる判事もこれを飲むよう忠告する。
ギャルヴィンは主婦が入院中の病室を訪れる。昏睡中の主婦の哀れな姿を写真に撮っておき、それを突きつけてなるべくたくさんの示談金を引き出そうというのだ。1枚、また1枚とポラロイドでその主婦を撮影するギャルヴィン。これで楽に勝てる。思わず顔が綻ぶ。しかし、そこで見たのは自力で呼吸することすらままならず、全身を機械で繋がれた生ける屍の姿だった。出産のためにただ病院に行っただけで全てを奪われた平凡な主婦。その姿を見つめるギャルヴィンの心に、やがて強い憤りが沸き起こる。
ギャルヴィンは示談を蹴り、自身の再起をも賭けて困難な法廷闘争に持ち込むが、病院側は強力な弁護団を雇い、ギャルヴィンを追い詰めていく。

## キャスト
| 役名                   | 俳優                                  | 日本語吹替                 |
| 役名                   | 俳優                                  | TBS版 （）内は追加収録担当 |
| ---------------------- | ------------------------------------- | -------------------------- |
| フランク・ギャルヴィン | ポール・ニューマン                    | 羽佐間道夫                 |
| ローラ・フィッシャー   | シャーロット・ランプリング            | 弥永和子 （長尾歩）        |
| ミッキー・モリッシー   | ジャック・ウォーデン                  | 大宮悌二 （斎藤志郎）      |
| エド・コンキャノン     | ジェームズ・メイスン                  | 平林尚三 （金子達）        |
| ホイル判事             | ミロ・オーシャ                        | 村松康雄                   |
| ケイトリン・コステロ   | リンゼイ・クローズ                    | 芝夏美                     |
| ブロフィー司教         | エドワード・ビンズ                    |                            |
| モーリン・ルーニー     | ジュリー・ボヴァッソ                  | 竹口安芸子                 |
| サリー・ドナヒー       | ロクサーヌ・ハート                    | 宮崎恵子                   |
| ケヴィン・ドナヒー     | ジェームズ・ハンディ                  | 山口健                     |
| タウラー医師           | ウェズリー・アディ                    | 石井敏郎                   |
| トンプスン医師         | ジョー・セネカ                        | 亀井三郎                   |
| グルーバー医師         | ルイス・スタッドレン                  | 秋元羊介                   |
| ジョゼフ・アリート     | ケント・ブロードハースト              |                            |
| ビリー                 | コリン・スティントン                  | 塩屋翼                     |
| ジミー                 | バート・ハリス                        |                            |
| 傍聴人                 | トビン・ベル （クレジットなし）       |                            |
| 傍聴人                 | ブルース・ウィリス （クレジットなし） |                            |

- 日本語吹替 - 初回放送1985年11月11日『月曜ロードショー』 ※BD・DVD収録、正味約92分。
その他声の出演：広瀬正志、幹本雄之、小野丈夫
演出：左近允洋、翻訳：鈴木導、調整：高橋久義、効果：PAG、制作：グロービジョン
  - 2016年12月27日にWOWOWでカット部分を追加録音したものが放送。その際故人などの各声優の部分は別の声優が代役を務めている[6]。